# Penacova
Penacova là một huyện thuộc tỉnh Coimbra, Bồ Đào Nha. Huyện này có diện tích 217 km², dân số thời điểm năm 2001 là 16725 người.